# Krzewina (strumień)
Krzewina – strumień w północno-zachodniej Polsce, w województwie zachodniopomorskim w granicach administracyjnych Szczecina o długości ok. 0,7 km.
Niewielki strumień bierze swój początek na północny wschód od stawu Dzicze Oko w Parku Leśnym Arkońskim. Krzewina płynie w kierunku zachodnim, po przepłynięciu ok. 0,5 km zmienia bieg pod kątem prostym na południe i uchodzi do Jasmundzkiej Strugi.